# CREATOR'S NOTE
『Samsung SSD CREATOR'S NOTE』（サムスン SSD クリエイターズ・ノート）は、2024年7月6日（5日深夜）からJ-WAVEで放送されているラジオ番組。サムスンの一社提供。

## 概要
いきものがかりの水野良樹がナビゲーターを務めているトーク番組で、番組開始当初は土曜 0:30 - 1:00（金曜深夜、日本標準時）に放送。
番組は毎回「いま」を代表するクリエイターをゲストに迎え、彼らが持つクリエイティビティ（創造性）にさまざまな角度から迫る。
2025年4月5日から放送日時を土曜 21:00 - 21:54枠に移動の上、放送時間をこれまでの30分から54分に拡大。